# 134063 Damianhammond
134063 Damianhammond è un asteroide della fascia principale. Scoperto nel 2004, presenta un'orbita caratterizzata da un semiasse maggiore pari a 2,4496950 UA e da un'eccentricità di 0,1057400, inclinata di 5,90133° rispetto all'eclittica.